# دی هاویلند داو
دی هاویلند داو (به انگلیسی: de Havilland Dove) یک هواگرد، دو موتوره پیستونی برد کوتاه ساخت شرکت بریتانیایی دی هاویلند است. این هواپیما موفقترین هواپیمای بردکوتاه است که بیش از ۵۰۰ فروند از آن طی سالهای ۱۹۴۶ تا ۱۹۶۷ ساخته شده است.